# Tricentrogyna fractaria
Tricentrogyna fractaria är en fjärilsart som beskrevs av William Schaus 1913. Tricentrogyna fractaria ingår i släktet Tricentrogyna och familjen mätare. Inga underarter finns listade i Catalogue of Life.